# Service des arts industriels de la manufacture de Sèvres
Le service des arts industriels de la manufacture de Sèvres est un ensemble de 162 pièces de service de table en porcelaine à pâte dure, décorées de tableaux formant une vitrine artistique des techniques et du travail de l'artisanat et de l'industrie du début du XIXe siècle en France. Il a été réalisé pour la manufacture de Sèvres entre 1823 et 1835 par le peintre Jean-Charles Develly, sous l'égide d'Alexandre Brongniart.
Sa décoration représentant les « arts industriels » est typique de cette période de l'ère industrielle naissante voulant allier art et industrie, commencée à la fin du siècle précédent et qui marque tout le XIXe siècle.

## Historique

### En bref
Le service est entièrement peint par Jean-Charles Develly,, vraisemblablement d'après une conception de Brongniart, directeur de la manufacture depuis 1800.
Il est réalisé entre 1820 et 1835,, une période qui couvre trois règnes royaux et une brève réapparition impériale : Louis XVIII (1814-1815 et 1815-1824) ; les 100 jours avec Napoléon Ier (mars-juillet 1815) et la commission exécutive de Napoléon II (juin-juillet 1815) ; Charles X (1824-1830) ; et les Trois Glorieuses de 1830 amenant Louis-Philippe (1830-1848).
Le service est en partie exposé au Louvre en 1827 ; et 48 assiettes sont exposées lors de l'Exposition des manufactures royales tenue au Louvre les 1er janvier 1828 et 1829.
Le 16 mai 1836, Louis-Philippe présente le service comme cadeau diplomatique au prince autrichien Klemens de Metternich (1873-1859).

### Plus en détails
Les premiers signes du programme ambitieux du Service des arts industriels apparaissent en 1820. Les allocations de travaux du 24 février 1820 incluent cette note : « Monsieur de Vely (sic) sera rémunéré pour les tirages en fonction du temps passé sur eux, à raison de 10 francs par jour avec un supplément pour les frais de transport » ; et mentionnant que Develly a visité plusieurs usines et ateliers dans Paris et alentour pour observer et dessiner ses sujets. De plus certaines pièces, comme l'assiette Distillateur, liquoriste, portent la marque de cette année-là gravée dans leur céramique.
Ce service a vraisemblablement été conçu par Brongniart, directeur de la manufacture, qui se serait inspiré de l'Encyclopédie de Diderot. En réalité il connait déjà très bien cet ouvrage puisque la manufacture a achevé dans les années 1800 le service encyclopédique qui reproduit des illustrations de l'Encyclopédie. Plus significatif peut-être, 1819 est la première année où Brongniart fait partie du jury de la cinquième édition de l'Exposition des produits de l'industrie française ; il prévoit d'y exposer environ 400 pièces, souhaitant ainsi compléter le panorama des œuvres produites par la manufacture
présentées lors de l'exposition annuelle mise en place depuis 1814 et qui réunit les manufactures royales, c'est-à-dire Sèvres, les tapisseries des Gobelins, de Beauvais et de la Savonnerie,. Il souhaite aussi mettre en avant les progrès techniques de la manufacture.
Mais il a un différend avec Pierre-François-Léonard Fontaine, architecte du roi et chargé de préparer les salles du Louvre pour l'occasion : Fontaine « prétendait forcer la manufacture à placer indistinctement ses produits avec ceux des autres manufactures sur une immense estrade […], déterminant M. Brongniart à les retirer et ne laisser que les grandes pièces ». Brongniart refuse de prendre le risque que les pièces de Sèvres soient confondues avec celles du commerce,. Cette exposition de 1819 est probablement l'une des plus brillantes. 

Dans la foulée de ce grand succès qu'il n'a pas pu utiliser pour mettre en avant le renouveau de la manufacture de Sèvres, Brongniart décide de la création du service des arts industriels. Il s'agit de promouvoir les sciences appliquées à l'industrie, à l'agriculture et aux arts. L'enjeu politique est important : non seulement la France soutient l'idée que les Beaux-Arts peuvent ne pas être séparés des productions industrielles, mais aussi elle s'« échapp[ait de] la servitude de l'industrie de ses voisins ». Dès cette époque la porcelaine de luxe est exportée entre autres jusqu'au Brésil où Affonso Taunay, directeur du musée Paulista, parle lui aussi d'« arts industriels » dans une lettre à Pereira de Sousa. Le service encyclopédique allait déjà dans ce sens ; avec le service des arts industriels, la démarche va un pas plus loin : ce n'est plus seulement une illustration d'un ouvrage iconique de son époque ; le service devient lui-même une encyclopédie illustrée des techniques et de travail de l'artisanat et de l'industrie, et sa nature même illustre cette alliance recherchée entre arts et industrie, le grand débat du XIXe siècle dont ce service devient un emblème.
Le nombre de métiers représentés et le soin pris à en décrire les différents étapes de production révèlent les savoir-faire français de l'époque : porcelaine, miroiterie, tabaterie, production du sucre… Cette volonté de garder la mémoire de l'artisanat est présente dans d'autres productions d'envergure comme l'ensemble de déjeuner de l'art de la porcelaine, le Service agronomique…
Ce mouvement industriel a un coût, et même un coût réel fort élevé, que ces marchandises de luxe mettent en évidence par le contraire : en l'escamotant. Ainsi « la création de ces assiettes en porcelaine à la décoration luxueuse a littéralement « doré » les problèmes de l'industrie ». Un exemple est détaillé avec l'assiette de la Chapellerie. David, Ricordel & Couturier (2019) notent que cette assiette ne présente pas les opérations les plus salissantes et les moins recommandables de ce travail et que les sujets choisis illustrent (seulement) les gestes finaux de transformation des chapeaux en objets de désir du consommateur : la teinture, le blocage et le ponçage ou le picotage du chapeau. Ainsi est esquivé, entre autres, le problème majeur de l'empoisonnement par le mercure dont souffre non seulement toute la profession mais tous leurs voisins,.

### Coût de production
En 1821, le coût de la mosaïque de dorure est donné à 7,25 francs, l'or à 5 francs, le brunissage à 1,25 franc et l'inscription à 1,50 franc. Ces coûts sont révisés à une légère hausse pour le prix définitif donné le 4 décembre 1829, soit 167,45 francs à la production pour chaque assiette. La manufacture les vend 200 francs pièce,.
Pour chaque assiette finie, Develly reçoit 100 francs avec le premier lot de 48 pièces apparaissant dans l'exposition des produits des usines royales tenue au Louvre le 1er janvier 1828.

## Ses particularités

### Réalisation des décors inhabituelle
Brongniart a l'originalité de vouloir des décors exacts ; et il envoie fréquemment ses artistes sur les lieux des scènes pour exécuter croquis, planches et dessins préparatoires aux compositions. Attentif aux talents particuliers de chacun, il a noté le don d'observation de Jean-Charles Develly, un de ses meilleurs peintres et spécialiste de la peinture « sur le vif », et le choisit pour la décoration de ce service,,.
Develly passe ainsi plusieurs années à parcourir la France par monts et par vaux et peint toutes ses scènes sur le vif et non sur modèles gravés, ce qui est très inhabituel pour ce genre de projet,,.
Qualité des assiettes
Les archives indiquent que la cuisson des assiettes à blanc (avant dorure, donc avant décoration) en a produit une grande quantité marquée de légères imperfections et qu'il a fallu utiliser des assiettes avec de petits points noirs dans la glaçure (l'émail) ou autres petits défauts. Le projet pour ce service indique que la mosaïque de la dorure doit complètement couvrir la bordure.

### Mode de production inhabituel
Le mode de production de ce service est lui aussi tout à fait inhabituel. Une fois l'assiette brute fabriquée, le fond bleu est appliqué en premier, puis la dorure ; ensuite, Develly transfère ses dessins faits sur papier en les copiant au centre de l'assiette : il frotte du graphite au dos des dessins, les applique sur les assiettes et repasse sur ses lignes à l'endroit. Il peint ensuite l'assiette, au minimum en deux étapes : l'ébauche ou première peinture, cuite au four d'ébauche à 920 °C ; et la retouche, avec parfois plusieurs cuissons à 840 °C pour cette étape. Finalement, les assiettes passent au four de cuisson de la dorure. 

Ainsi l'assiette Distillateur, liquoriste est fabriquée en février 1820 (marque incisée au revers) ; la couleur de fond est appliquée le 30 novembre 1820 ; la dorure est achevée le 7 avril 1821 ; mais l'assiette n'est peinte que six ans plus tard, du 19 mars au 10 avril 1827. Autre exemple, la cuisson de l'ébauche pour La Chapellerie est faite le 5 juin 1828 (5) et la cuisson de retouche le 2 août 1828.
En février 2000, Tamara Préaud note la régularité des six bordures sur l'assiette du British museum, suggérant que des transferts ont pu être utilisés sur la circonférence ; toutefois cette méthode n'est pas mentionnée dans la description des méthodes de production,
En pratique courante, pour compenser les pertes éventuelles aux premières cuissons, un certain nombre d'assiettes formées sont préparées en sus de la quantité nécessaire prévue ; à terme, ces surplus sont probablement vendus en l'état, non finis. Les mêmes décorations de bordure se retrouvent sur d'autres assiettes décorées plus tard hors de la manufacture ; Guillebon en donne quelques exemples dans son Catalogue des porcelaines françaises,.
Plusieurs doreurs ont travaillé sur ce service, dont au moins deux membres de la dynastie Boullemier : Virginie Boullemier, qui a doré entre autres l'assiette Distillateur, liquoriste ; et Boullemier fils, Hilaire François Boullemier, qui a doré l'assiette du musée national du design de New York.

## Description
Le décor commun aux pièces est la dorure dominante sur fond bleu. Le bord des assiettes porte une large bande de treillis doré dont les losanges sont occupés par des motifs quadrifoliés dorés. Cette bande est encadrée de deux bandes étroites à motifs dorés de feuilles de laurier et des mêmes motifs quadrifoliés que la bande principale. à l'intérieur, le tableau est entouré de cinq bandes dorées interrompu en bas de l'image par un cartouche donnant le titre du tableau. 

Chaque pièce reçoit ensuite une peinture, œuvre d'art de plein droit, illustrant un aspect d'un savoir-faire de l'époque. Les assiettes sont décorées sur le fond, et il semble que les pièces en trois dimensions reçoivent deux peintures sur les côtés : par exemple le sucrier représentant sur un côté la récolte du miel et sur le côté opposé la fabrication des gaufres.
Dans la Description méthodique du musée céramique par Brongniart & Riocreux en 1845, le service est décrit comme « marly bleu au grand feu, frise quadrille en dorure laminée ».

### Nombre de pièces
Selon Pierre Ennès, un service de table de Sèvres comprend normalement 98 pièces. Pour le service des arts industriels, Brongniart rajoute au fur et à mesure de nouveaux métiers à représenter, ce qui augmente le nombre de pièces.
En 1836, l'inventaire des ventes enregistre pour ce service cent treize assiettes pour un coût total de 26 866 francs. Metternich en reçoit cent huit, additionnées de seize jattes de fruits, six corbeilles, deux glacières (pour crème glacée), quatre bols profonds, deux sucriers, couvertures et supports et quatre étagères. Selon ce décompte, la manufacture aurait donc conservé cinq assiettes pour son musée, dont trois représentent la fabrication de la porcelaine à Sèvres,. Mais une autre source indique que le musée de Sèvres aurait conservé trente-trois assiettes, dont celle de la Fabrication des draps, dégraissage, deux jattes, deux sucriers et deux glacières,.
Ce service comprend au moins 119 assiettes, et 34 pièces de formes : étagères, sucriers, compotiers, jattes à fruits. Selon Long, pendant longtemps seules 19 pièces étaient connues ; plus tard on a découvert qu'en 1836, le service des arts industriels avait 162 pièces.

### Les études et projets d'illustration
210 dessins de projets d'illustration du service par Jean-Charles Develly sont connus. Une bonne partie de ces projets est conservée au cabinet d'arts graphiques du service des collections documentaires du musée de Sèvres,.
D'autres sont dans le domaine privé. Ainsi, six projets d'assiettes pour le même service sont exposés du 7 novembre au 21 décembre 2001 (lot no 9) à la galerie Talabardon et Gauthier (Paris), qui a encore en vente début 2002 dix projets d'assiettes de ce service dont un pour l'assiette Distillateur, liquoriste, un dessin au crayon et encre, lavé de brun, avec des touches de blanc.
Un lot de six aquarelles illustrant la fabrication d'étoffes et de draps pour six assiettes du service est vendu 74 400 euros en 2007.

### Sujets traités
Fabrication de porcelaine
Les assiettes représentant des étapes de la fabrication de porcelaine montrent des vues tirées directement des ateliers de la manufacture de Sèvres. L'inscription dans les cartouches commence par « Porcelaine de Sèvres », la deuxième ligne précise quelle activité est illustrée.
- Préparation de la pâte, assiette[27]
- Moufles, assiette (1827)[26],[28]
- Tourneurs, assiette (1827)[26],[29],[30]
- Atelier de peinture, assiette[26],[n 10]
- Peintres et doreurs, assiette (1823)[31]
- Moulin et marche des pâtes, assiette[26],[n 10]
- Brunissage et fonds, assiette[26]
- Couverte et encastage, assiette (1821)[26],[32]
- Sculpteurs et garnisseurs (1823), assiette[26],[33],[34],[n 10]
- Grand four[35]
- Impression sur porcelaine et faïence, assiette (1827)[36]

Imprimerie
- L'imprimerie, assiette[4]
- Typographie. composition, assiette[37],[38]
- Lithographie, presse, assiette[39]
- La Lithographie, assiette[40]
- Graveur à l'eau-forte[41]
- Imprimeur en Taille-douce, assiette[37],[42]

Travail de la pierre
- Exploiton de la Meulière à la Ferté sous Jouarre (Travaux d'Extraction), assiette[43]
- Fabrication du Blanc de Craie, assiette[44]

Travail du verre
- Verrerie. Soufflage du verre, assiette[45]
- Vitrerie (1833)[46]
- Fabrication des Glaces. Polissage, assiette (1834)[47]
- Fabrication des Glaces. Etamage, assiette (1834)[48]

Travail du bois
- Bûcherons Fagotteurs, assiette[49]
- Charbon de bois, assiette (diam. 23,7 cm), vendue 35 850 livres anglaises en 2004[50]
- Charpentier. Opérations diverses, assiette (1828)[51]
- Menuisier, assiette (1833)[52]
- Sabotier, assiette (1830)[53]

Travail des métaux
- Monnoyage. Fonte des métaux, assiette[54]
- Fondeur d'or et d'argent (1827), assiette[55]
- Ciseleur, assiette (1833)[56]

Fabrication d'étoffes et de draps
- Lavage[22]
- Étendage[22]
- Fabrication des draps : Dégraissage, Laineries[57],[22]
- Carderie des draps[22]
- Métiers jacquart[22]
- Machines à rouleaux[22]
- Travail du chanvre, assiette[58]
- Broderie d'or, assiette (1833)[59]
- La Savonnerie, assiette[n 11]

Travail du papier
- Papeterie. Blanchissage des chiffons par le chlore, assiette (1833)[60]
- Papeterie. Triage et délissage du chiffon, assiette (1827)[61]
- Papiers peints, impression et satinage, assiette (1828)[62]

Confiserie
- Confiseur. Dragiste, assiette (1827)[63]
- Raffinerie de Sucre. Chambre à plier et Étuves, assiette[25],[64]
- (fabrication de) Fruits confits[4] et Dessication des fruits[65], sucrier d'une paire
- Récolte du miel et Pâtisserie. (Gaufres)., sucrier d'une paire[18]
- Chocolatier, assiette (vers 1827)[66]
- Confiserie, assiette (1833)[67]

Cultures exotiques
- Cacao. culture et récolte[68] et Sucre, culture et récolte[69], glacière d'une paire (1827)[4],[n 12]
- Café. culture et récolte[70] et Thé, culture et récolte, glacière d'une paire (1827)[71]

Autres sujets
- Chapelier. Arsonneurs[n 13] et opérations diverses, assiette (1828)[72],[n 14]
- Tabacs. rôles à mâcher et fumer, Filage, assiette[4],[73]
- Distillateur. liquoriste, assiette no 40 (diam. 23,6 cm, 1827)[5],[74] ; voir d'autres détails sur cette assiette plus haut dans « Mode de production inhabituel ».
- Brasserie. Germoir, assiette (1827)[75],[n 15]
- Joailler, magasin de Bapst Ménière, joaillier de la Couronne[76]
- Les Fleurs artificielles, assiette (vers 1827)[77]
- Tapisseries des Gobelins. Basse-lice, assiette (1827)[78]
- Tapisseries des Gobelins. Haute-lice, assiette (1827)[79]
- Le Maréchal Ferrant, assiette (1834)[80]
- Salpêtriers. Lessivage &tc, assiette (1831)[81]
- Mosaïque, assiette[82]
- Extraction de la tourbe, vallée de l'Essonne, assiette (1833)[83]

## Où est le service?
Les musées possèdent très peu de pièces de ce service et une centaine de pièces ne sont pas localisées. Selon le British Museum, peu de pièces ont quitté les possessions de la famille de Metternich ; mais selon Sotheby's, le service est démembré à une date inconnue.
Lors de la livraison du service, le musée de la céramique de Sèvres aurait conservé trente-trois assiettes, deux jattes, deux sucriers et deux glacières. Parmi ces assiettes, au moins trois représentent la fabrication de la porcelaine à Sèvres - et peut-être toutes celles représentant la manufacture -, et celle de la Fabrication des draps : dégraissage. 

La « Galerie des savoir faire », espace d'exposition inauguré au musée national de céramique (à la manufacture) en octobre 2019, met en bonne place le service des arts industriels ; un dispositif multimédia lui est
consacré, mettant notamment en corrélation les dessins de Jean-Charles Develly conservés au cabinet d'arts graphiques, avec 39 porcelaines issues des collections du musée. Sept assiettes ont également été présentées,.
Quatre assiettes sont au musée des Beaux Arts de Boston, provenant toutes d'un legs de Forsyth Wickes (en) en 1965 :
Joailler ;
Graveur à l'eau-forte ;
Fabrication du Blanc de Craie ;
une vue d'un atelier de la manufacture de Sèvres.
Le Nelson-Atkins Museum of Art de Kansas City (Missouri) possède une assiette ;
de même le Cooper-Hewitt National Design Museum de New York ;
le musée de la Rhode Island School of Design ;
et le musée national de Cardiff. 

Le British Museum de Londres a quelques pièces, dont l'assiette Distillateur, liquoriste qui porte au dos une étiquette de chez Christies et aurait appartenu aux descendants de Metternich. 

Le Louvre a quatre pièces, numérotées 104 à 107,.
Deux plats à fruit sont à Paris dans une collection privée.
Christie's a vendu trois assiettes le 3 juin 1996 (lots 340-342) ; deux le 24 février 1997 (lots 256-257) ; l'assiette Charbon de bois une première fois le 28 juin 1993 (lot 48), et une deuxième fois le 5 juillet 2004 (lot 107) pour 35 850 livres anglaises.